# Armando Tobar
Armando Segundo Tobar Vargas (7 de juny de 1938 - 18 de novembre de 2016) fou un futbolista xilè.

## Selecció de Xile
Va formar part de l'equip xilè a la Copa del Món de 1962.